# Novalena bipartita
Novalena bipartita är en spindelart som först beskrevs av Kraus 1955.  Novalena bipartita ingår i släktet Novalena och familjen trattspindlar.
Artens utbredningsområde är El Salvador. Inga underarter finns listade i Catalogue of Life.